# Musculus levator ani
De musculus levator ani of anusopheffer is een spier die deel uitmaakt van de bekkenbodem. Deze spier heeft een belangrijke ondersteunende functie voor de blaas, de vagina, de baarmoeder en de endeldarm. Samen met de musculus coccygeus vormt hij het diaphragma pelvis (de bekkenbodem).
De musculus levator ani bestaat uit meerdere onderdelen: 
- musculus iliococcygeus
- musculus pubococcygeus
- musculus puborectalis
- musculus levator prostatae (man) of musculus pubovaginalis (vrouw)

De musculus levator ani heeft zijn oorsprong bij de fascia obturatoria bij het schaambeen (os pubis) en zijn aanhechting (insertio) bij het ligamentum anococcygeum bij de anus.. Hij wordt geïnnerveerd door de plexus sacralis.